# PRUNE1
PRUNE1 (англ. Prune exopolyphosphatase 1) – білок, який кодується однойменним геном, розташованим у людей на 1-й хромосомі. Довжина поліпептидного ланцюга білка становить 453 амінокислот, а молекулярна маса — 50 200.
| 10         |  | 20         |  | 30         |  | 40         |  | 50         |
| ---------- |  | ---------- |  | ---------- |  | ---------- |  | ---------- |
| MEDYLQGCRA |  | ALQESRPLHV |  | VLGNEACDLD |  | STVSALALAF |  | YLAKTTEAEE |
| VFVPVLNIKR |  | SELPLRGDIV |  | FFLQKVHIPE |  | SILIFRDEID |  | LHALYQAGQL |
| TLILVDHHIL |  | SKSDTALEEA |  | VAEVLDHRPI |  | EPKHCPPCHV |  | SVELVGSCAT |
| LVTERILQGA |  | PEILDRQTAA |  | LLHGTIILDC |  | VNMDLKIGKA |  | TPKDSKYVEK |
| LEALFPDLPK |  | RNDIFDSLQK |  | AKFDVSGLTT |  | EQMLRKDQKT |  | IYRQGVKVAI |
| SAIYMDLEAF |  | LQRSNLLADL |  | HAFCQAHSYD |  | VLVAMTIFFN |  | THNEPVRQLA |
| IFCPHVALQT |  | TICEVLERSH |  | SPPLKLTPAS |  | STHPNLHAYL |  | QGNTQVSRKK |
| LLPLLQEALS |  | AYFDSMKIPS |  | GQPETADVSR |  | EQVDKELDRA |  | SNSLISGLSQ |
| DEEDPPLPPT |  | PMNSLVDECP |  | LDQGLPKLSA |  | EAVFEKCSQI |  | SLSQSTTASL |
| SKK        |  |            |  |            |  |            |  |            |

A: Аланін

C: Цистеїн

D: Аспарагінова кислота

E: Глутамінова кислота

F: Фенілаланін

G: Гліцин

H: Гістидин

I: Ізолейцин

K: Лізин

L: Лейцин

M: Метіонін

N: Аспарагін

P: Пролін

Q: Глутамін

R: Аргінін

S: Серин

T: Треонін

V: Валін

Кодований геном білок за функціями належить до гідролаз, фосфопротеїнів. 
Задіяний у таких біологічних процесах, як ацетилювання, альтернативний сплайсинг. 
Білок має сайт для зв'язування з іонами металів, іоном марганцю. 
Локалізований у цитоплазмі, ядрі, клітинних контактах.